# John Chambers
John Thomas Chambers (Charleston, 23 agosto 1949) è un informatico e dirigente d'azienda statunitense.
È l'ex presidente ed amministratore delegato di Cisco Systems Inc., multinazionale statunitense dell'informatica.

## Biografia
Nato a Charleston (Virginia Occidentale) (Sulla pagina inglese è nato a Cleveland Ohio) da un ostetrico e da una psicologa, ha sofferto da ragazzo di dislessia e di difficoltà nell'apprendimento e per questo, alle elementari, veniva preso in giro dai compagni di classe. I genitori decisero quindi di ritirarlo da scuola e di sottoporlo a un trattamento specialistico durato due anni. Tornato a scuola,  riuscì a completare gli studi e a laurearsi in legge alla West Virginia University (nel 1974) e a ottenere (nel 1975) un master in Finance and business all'Indiana University di Bloomington.
Nel 1976 è entrato nell'IBM, dove ha fatto una rapida carriera come manager. Nel 1982 è passato alla Wang Laboratories, dov'è rimasto fino al 1991. Nel 1991 è entrato alla Cisco come senior vice president e nel gennaio del 1995 ne è diventato amministratore delegato. Nel novembre del 2006 è stato nominato anche presidente del consiglio d'amministrazione dell'azienda.
Sposato con Elaine Prater, ha due figli.